# فیلیپ برژرو
فیلیپ برژرو (فرانسوی: Philippe Bergeroo‎؛ زادهٔ ۱۳ ژانویهٔ ۱۹۵۴) بازیکن سابق و مربی فوتبال اهل فرانسه است.
از باشگاه‌هایی که در آن بازی کرده‌است می‌توان به باشگاه فوتبال لیل، باشگاه فوتبال تولوز، و باشگاه فوتبال بوردو اشاره کرد.
وی همچنین در تیم ملی فوتبال فرانسه بازی کرده‌است.